# أوسكار كورتيس
أوسكار كورتيس (بالإسبانية: Óscar Cortés)‏ (مواليد 19 أكتوبر 1968) هو لاعب كرة قدم. يلعب مع منتخب كولومبيا لكرة القدم. سبق له أن لعب في كأس العالم لكرة القدم مع منتخب بلاده.

## روابط خارجية
- أوسكار كورتيس على موقع الاتحاد الدولي (مؤرشف)  (الإنجليزية)
- أوسكار كورتيس على موقع قاعدة بيانات كرة القدم.إي يو (الإنجليزية)
- أوسكار كورتيس على موقع ناشيونال فوتبول تيمز (الإنجليزية)